# Whale Rider
Whale Rider är en nyzeeländsk film från 2002 av Niki Caro baserad på Witi Ihimaeras roman med samma namn. 

## Handling
Whale Rider handlar om en uråldrig maorisk kult på Nya Zeeland. Den börjar med att hövdingens sonhustru föder tvillingar och dör. Tvillingarna är en pojke och en flicka, men pojken är dödfödd. Flickan får namnet Paikea, vilket hövdingen – hennes farfar – uppfattar som hädiskt eftersom Paikea är deras mytologiske förfader som kom ridande på en val.
Stammen/kulten behöver en ny hövding, men ingen av de pojkar som hövdingen lär upp klarar det slutliga provet. Flickan Paikea känner sig kallad, men enligt traditionen måste hövdingen vara av manligt kön. Först efter dramatiska händelser blir hövdingen beredd att ändra traditionen så att hans sondotter Paikea kan efterträda honom som hövding.

## Rollista (urval)
- Keisha Castle-Hughes – Paikea Apirana
- Rawiri Paratene – Koro Apirana
- Vicky Haughton – Nanny Flowers
- Cliff Curtis – Porourangi
- Grant Roa – Rawiri